# Kolej linowa Simeonowo – Aleko
Kolej linowa Simeonowo – Aleko (bg. Кабинков лифт Симеоново – Алеко) – kolej linowa w Bułgarii, łącząca Simeonowo (peryferyjną część Sofii) ze schroniskiem Aleko w masywie Witoszy.

## Charakterystyka i historia
Jest to najdłuższa pasażerska kolej linowa w Bułgarii – ma długość 6270 metrów. Pokonuje różnicę wysokości 1085 metrów, przy czasie jazdy wynoszącym 30 minut. Jej przepustowość wynosi 1500 osób na godzinę (zgodnie z projektem).
Kolej została zbudowana na Zimową Uniwersjadę w roku 1983 i oficjalnie otwarta 4 kwietnia 1983. Konstruktorem było austriackie przedsiębiorstwo Doppelmayr. Dolna stacja wyciągu (Pierva) znajduje się na terenie Simeonowa na wysokości 718 m n.p.m. Na wysokości 1370 m n.p.m. stoi stacja pośrednia, gdzie kabiny są podnoszone na drugą linę bez potrzeby wysiadania i przesiadania się pasażerów. Drzwi są tu jednak automatycznie otwierane dla tych osób, które chcą wejść lub zejść pieszo. Druga pośrednia stacja wyciągu (Czetvyrta), położona jest na wysokości 1531 m n.p.m., gdzie odbywa się kolejne podnoszenie kabiny. Tutaj w sezonie zimowym wysiadają głównie narciarze, aby przenieść się do trzyosobowej kolei linowej Akademika obsługującej tereny zjazdowe „Tulip Vitosha”. Górna stacja kolei (Peta) znajduje się obok schroniska Aleko, na wysokości 1803 m n.p.m. Podczas sezonu zimowego obsługuje ośrodek narciarski „Aleko”. Ze schroniska zaczyna się bułgarski odcinek międzynarodowej trasy E-4 prowadzący przez góry Witosza, Weriła, Riła i Pirin.
Przestronne pomieszczenia, mieszczące 250 sześcioosobowych kabin austriackiego przedsiębiorstwa Swoboda znajdują się na pierwszej i piątej stacji. Długość i przewyższenie poszczególnych odcinków to: do pierwszej stacji pośredniej (Pierva) wynosi 3708 m/652 m, a od pierwszej stacji pośredniej do górnej (Peta) – 2562 m/433 m (łącznie: 6270 m/1085 m). Czas przejazdu z dolnej do pierwszej stacji pośredniej wynosi 18 minut, a od pierwszej stacji pośredniej do górnej – 12 minut (łącznie: 30 minut). Wzdłuż trasy umieszczonych jest łącznie 60 podpór: między dolną i pierwszą stacją pośrednią – 36 oraz między pierwszą stacją pośrednią, a górną – 24. Prędkość konstrukcyjna wynosi 4 m/s. Dojazd do dolnej stacji, oprócz samochodów, umożliwiają autobusy kilku linii miejskich.

## Galeria

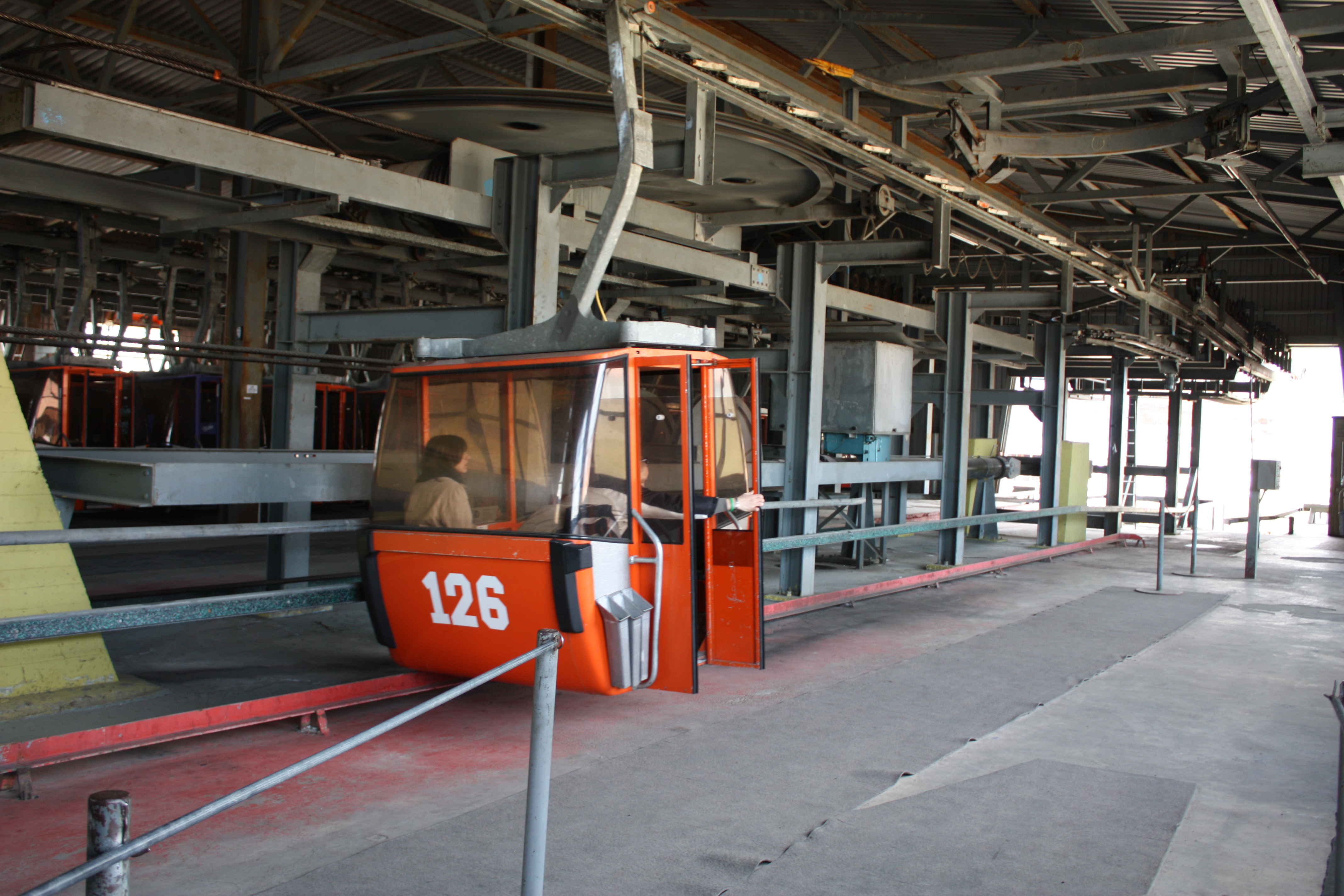
Jeden z wagonów
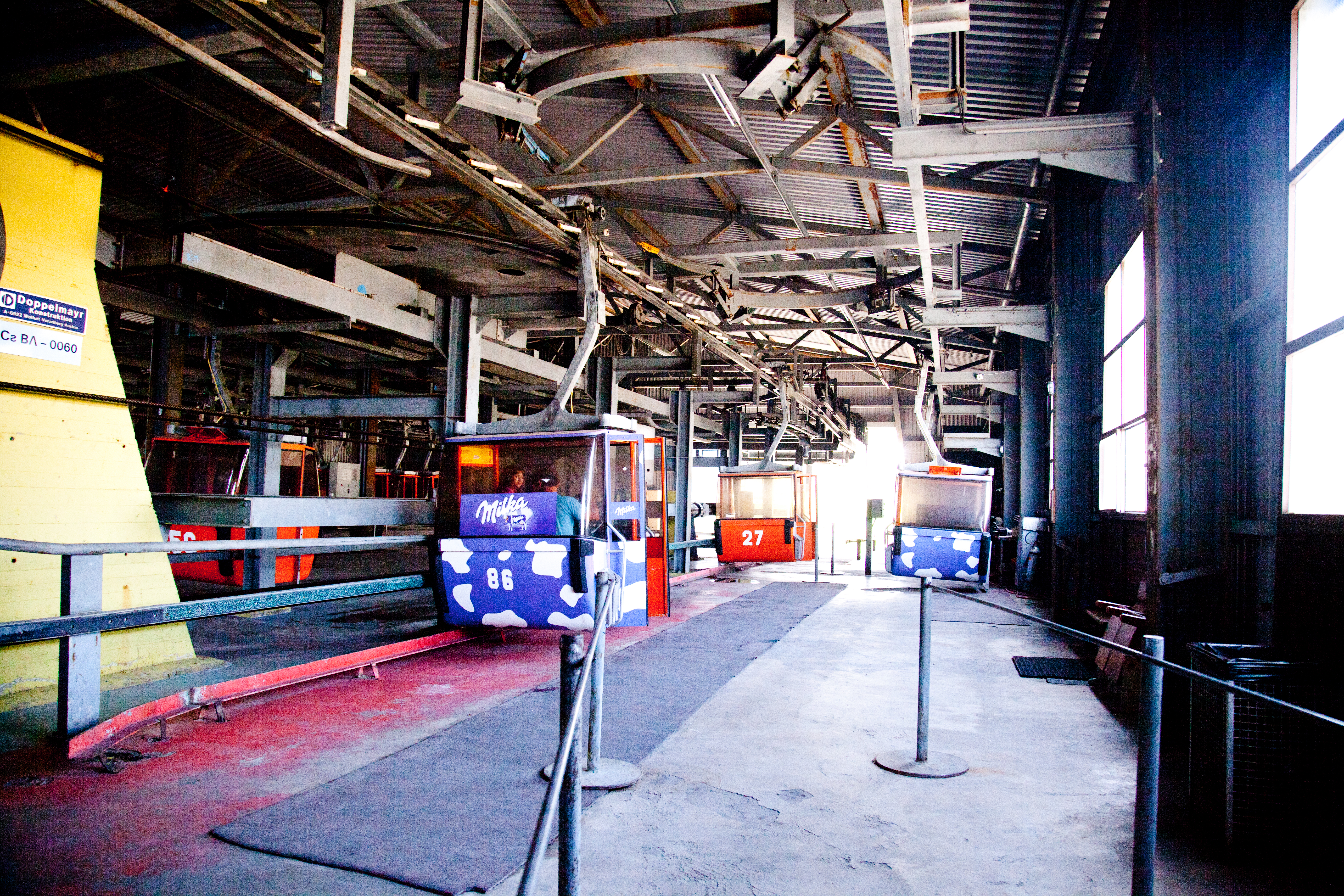
Stacja dolna (wnętrze)
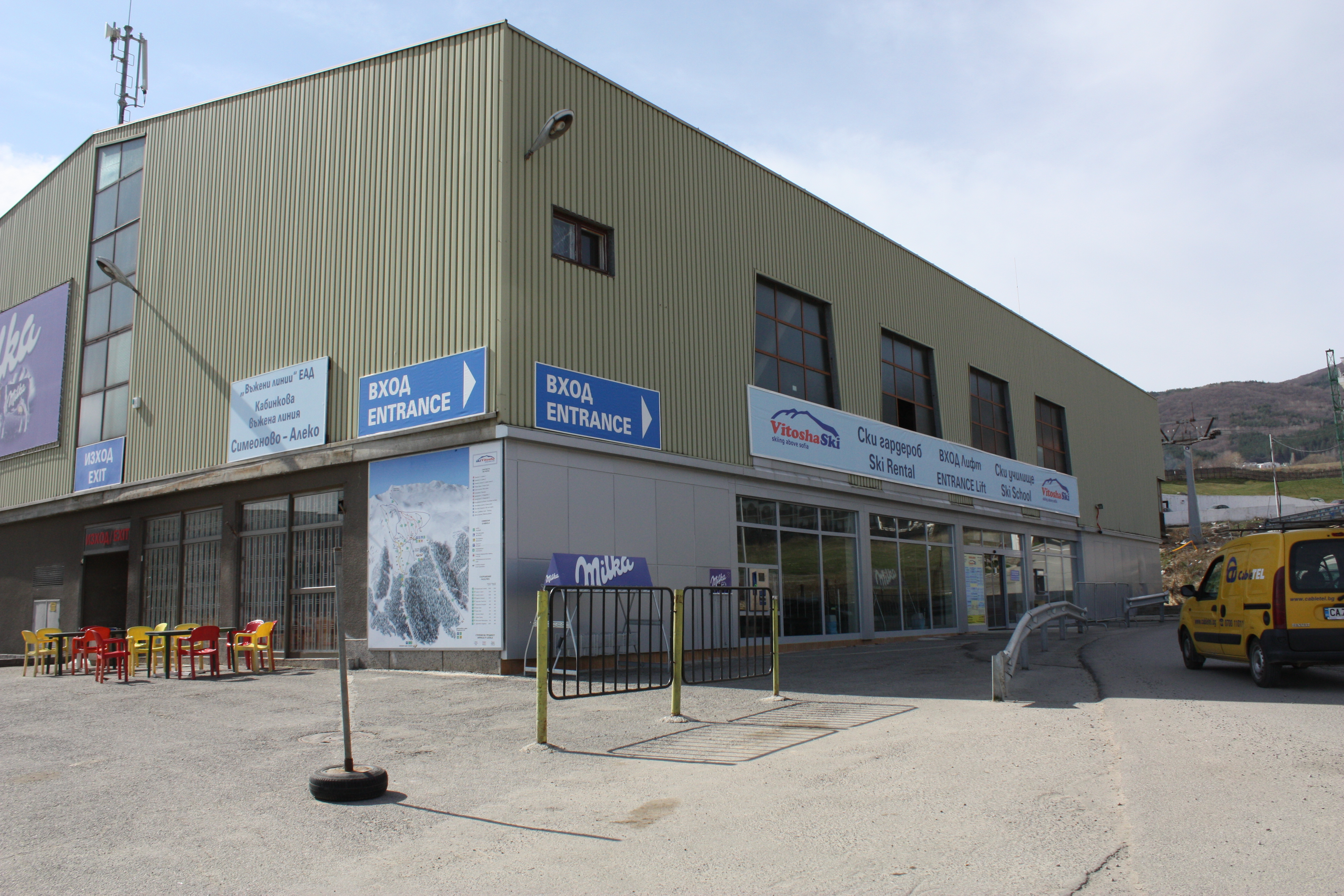
Stacja dolna